# Halictus mongolicus
Halictus mongolicus là một loài Hymenoptera trong họ Halictidae. Loài này được Morawitz mô tả khoa học năm 1880.